# Comic Con Stuttgart

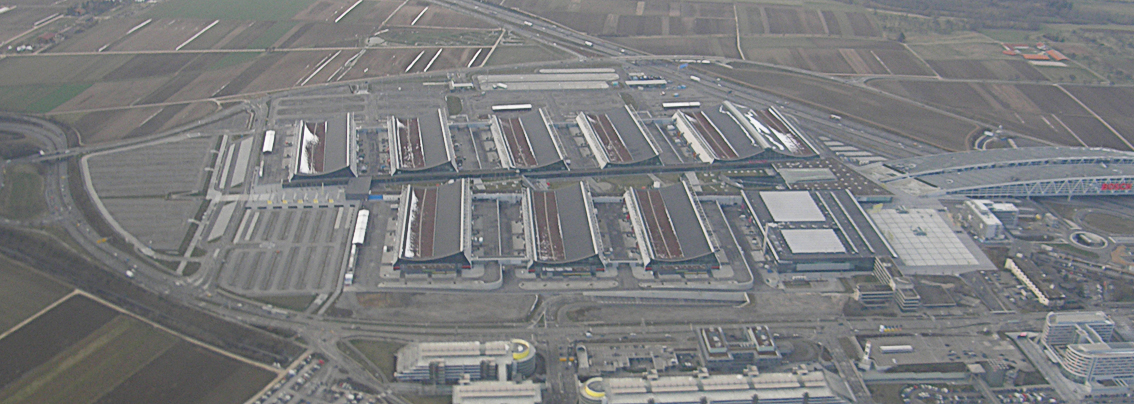
Veranstaltungsort der Comic Con Stuttgart: die Neue Messe Stuttgart

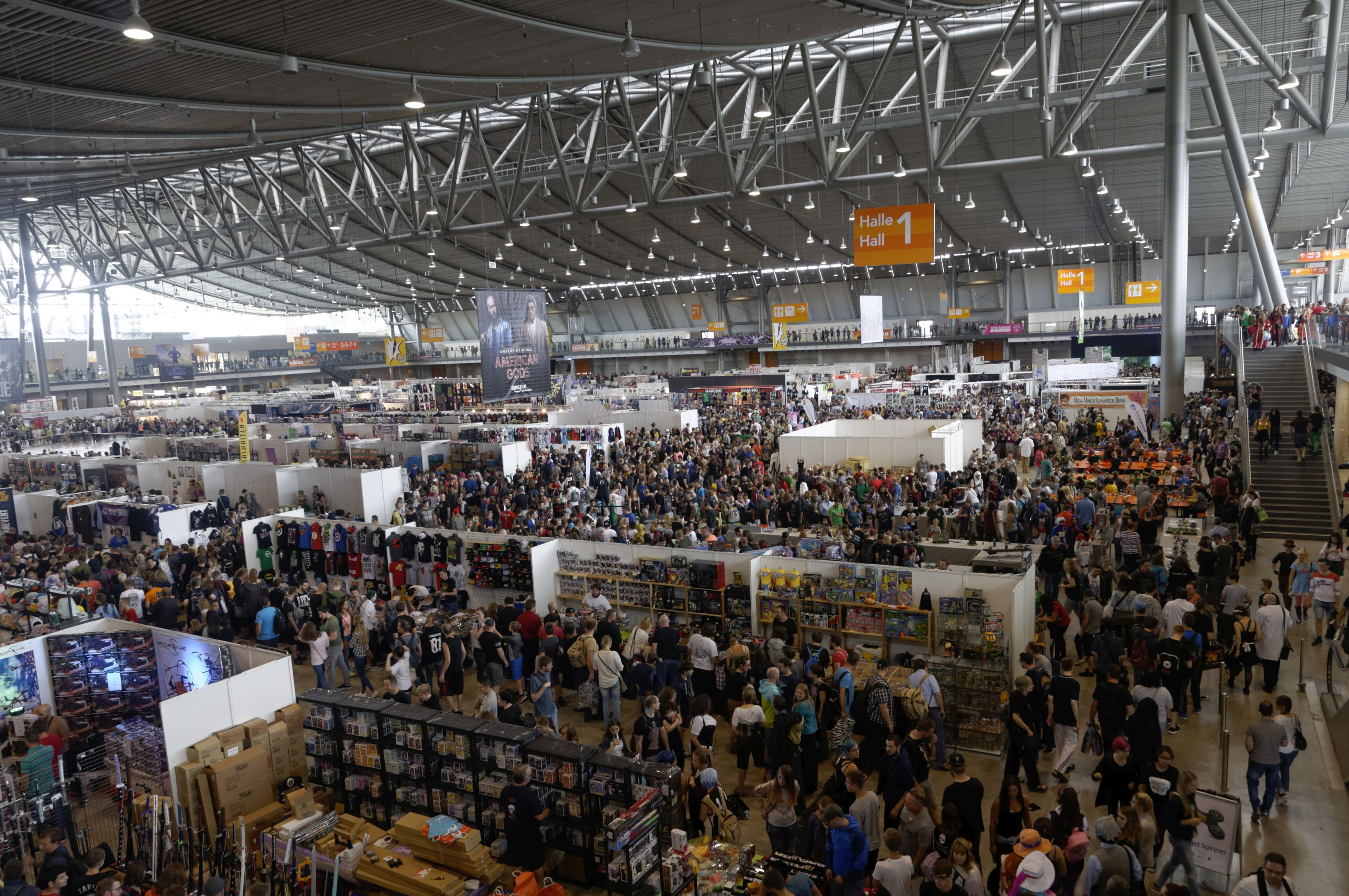
Messehalle 1 auf der Comic Con Stuttgart

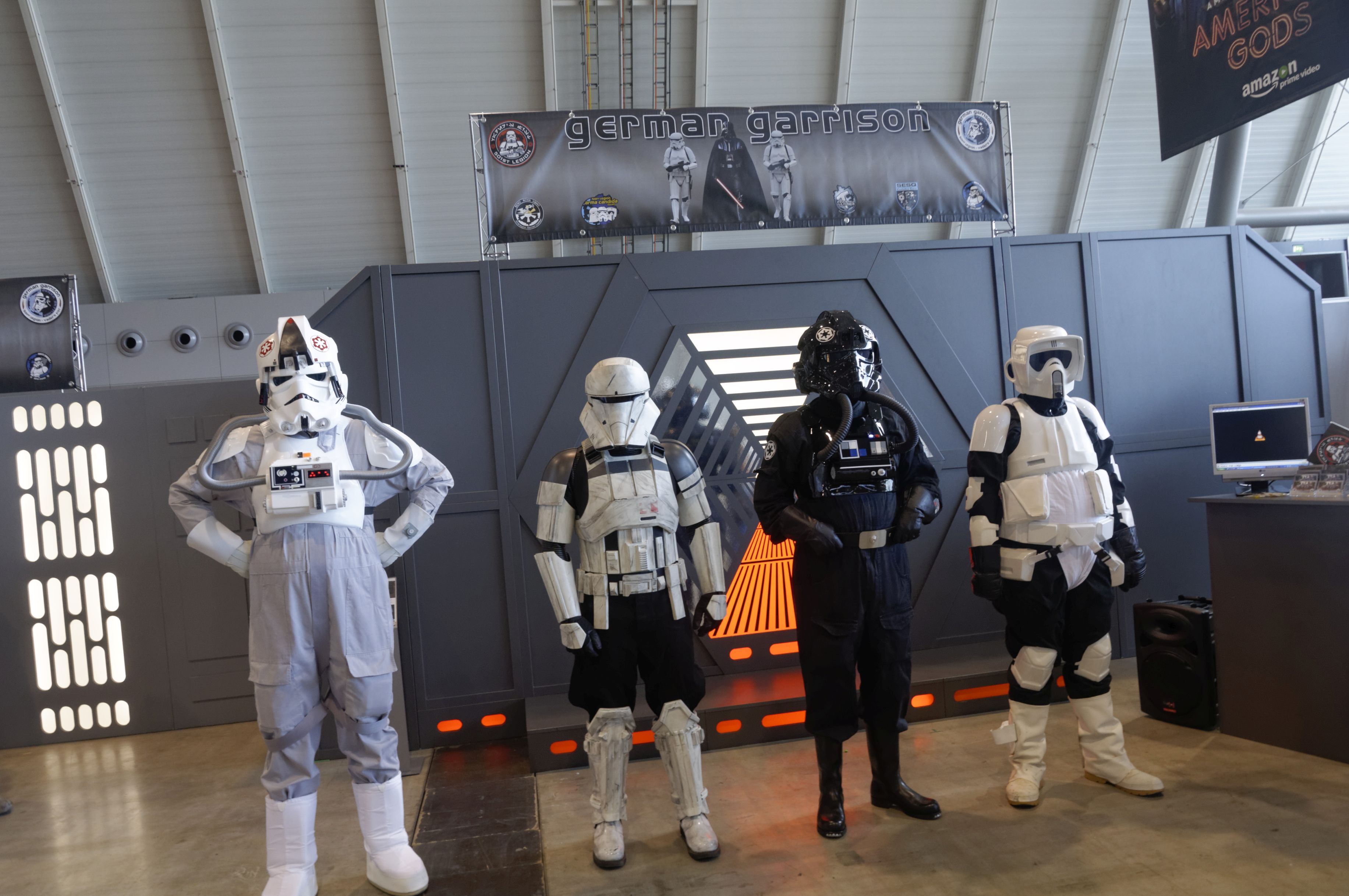
Star Wars German Garrison

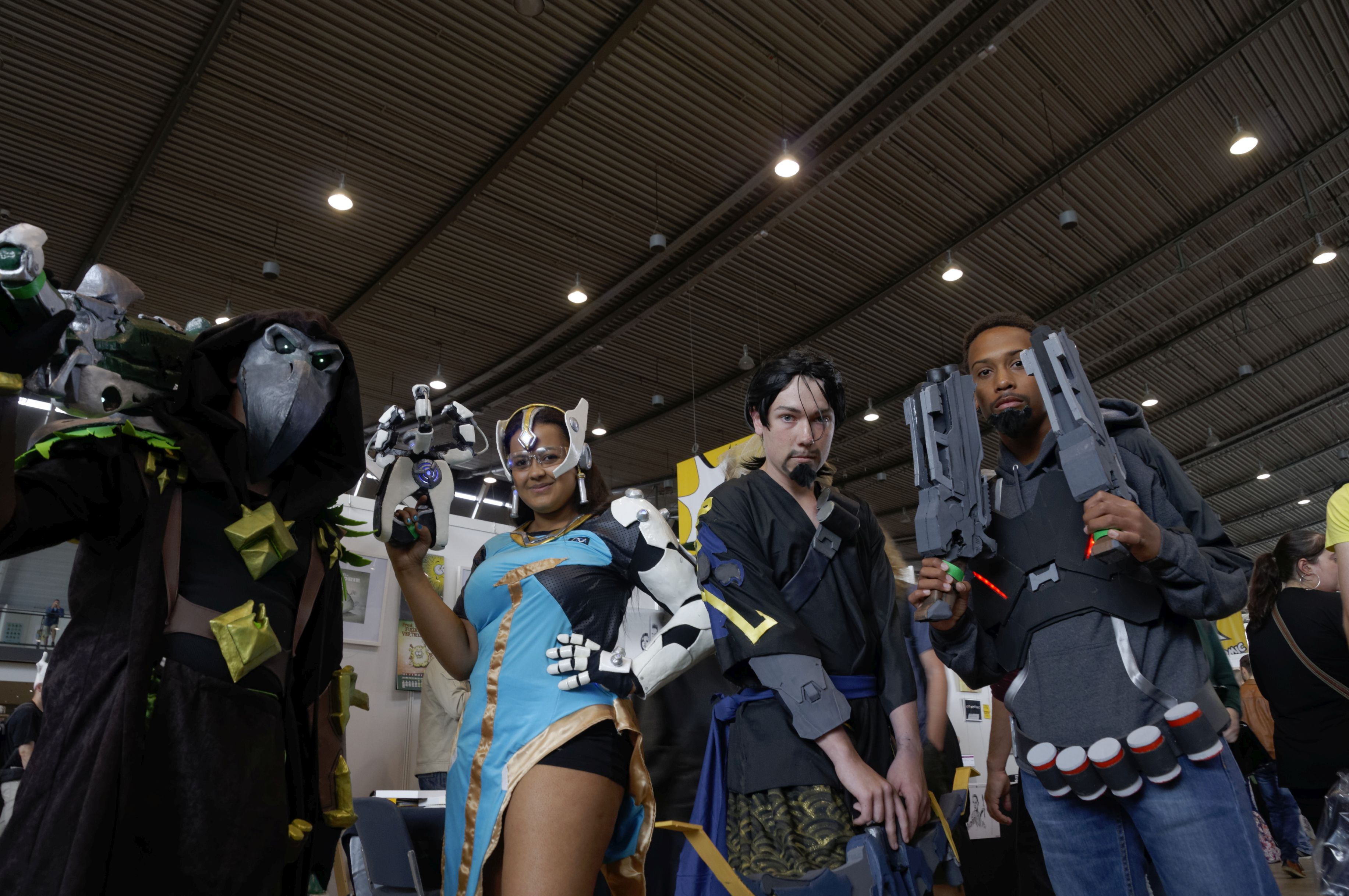
Cosplay

Die Comic Con Stuttgart (vormals: Comic Con Germany) ist eine Messe, die seit 2016 jährlich in Stuttgart stattfindet. Sie befasst sich v. a. mit Comics und Comicverfilmungen.

## Geschichte
Nachdem deutsche Comic-Fans bisher vor allem die Leipziger Buchmesse und die Kölner Comicmesse besuchten, wurde nach dem Vorbild der US-amerikanischen San Diego Comic-Con International eine entsprechende Veranstaltung als deutsches Pendant organisiert. Die erste Comic Con Stuttgart fand am 25. und 26. Juni 2016 statt und konnte über 50.000 Besucher verzeichnen. Danach waren die Besucherzahlen jedoch rückläufig, sodass 2018 noch 40.000 Besucher und 2019 wiederum 35.000 Besucher vom Veranstalter kommuniziert wurden. Im Gegensatz zur German Comic Con, einer identisch ausgerichteten Messe mit mehreren Terminen und Standorten im Jahr, findet die Comic Con Stuttgart nur einmal jährlich statt. 2023 konnte wieder eine Besucherzahl von 50.000 erreicht werden.

## Veranstaltungsort
Als Veranstaltungsort der Comic Con Stuttgart wurde die Messe Stuttgart gewählt, wo im L-Bank-Forum in der Halle 1 und deren Umfeld etwa 50.000 Quadratmeter Fläche zur Verfügung stehen, davon über 30.000 Quadratmeter Ausstellungsfläche.

## Veranstalter
Die Comic Con Stuttgart wird von der Comic Con Germany GmbH und deren Geschäftsführer Dirk Bartholomä organisiert, der ab 1982 erste Star-Wars-Conventions organisierte und seit 1996 solche Fanevents hauptberuflich veranstaltet. Zudem organisierte Bartholomä in der Vergangenheit die Fantasy-Messe Ring-Con und die Science-Fiction-Convention FedCon in Bonn, wofür die Fed Con GmbH gegründet wurde. Im Vorverkauf der Comic Con Stuttgart 2016 waren bereits 40.000 Eintrittskarten verkauft worden. Der Panini-Verlag unterstützt die Comic Con Germany mit messe-exklusiven Publikationen für Sammler.

## Profil und Rahmenprogramm
Neben Verkaufsständen von nationalen und internationalen Comicverlagen und Anbietern von Audiobooks und Merchandising in einem großen Händlerbereich finden auch Vorträge, Workshops, Gaming-Zonen, Walking Acts und eine große Cosplay-Parade statt, wodurch die Comic Con Germany auch zu einer Convention wurde, wo sich Gleichgesinnten die Möglichkeit bietet, sich zu treffen, auszutauschen und das gemeinsame Hobby auszuleben. Zudem wurden Ausstellungen mit Filmrequisiten eingerichtet, und es fanden Premieren von Filmen und Fernsehserien statt. Darüber hinaus werden namhafte Comiczeichner und bekannte Schauspieler aus verschiedenen Fernsehserien und Filmen eingeladen, mit denen sich Fans fotografieren lassen können und die auch im Rahmen von Panels und Autogrammstunden zur Verfügung stehen. Die Darsteller sind überwiegend aus dem Horror-Genre oder als Science-Fiction- und Fantasy-Größen bekannt, mit besonderem Fokus auf Schauspieler aus Superhelden-Verfilmungen.

## Gäste
Als erster Gast der Comic Con Stuttgart 2016 hatte Robert Picardo aus Star Trek: Raumschiff Voyager und Stargate Atlantis zugesagt. Es folgten die Zusagen der aus der Serie Star Trek: Deep Space Nine in der Rolle von Ezri Dax bekannte Schauspielerin Nicole de Boer, Cody Saintgnue aus Teen Wolf und Robert Maschio aus Scrubs – Die Anfänger. Später wurden Darsteller aus den Fernsehserien Marvel’s Agents of S.H.I.E.L.D. (Mark Dacascos, Ming-Na Wen und Brett Dalton), The Flash (John Wesley Shipp) und The 100 (Richard Harmon, Bob Morley und Ricky Whittle) angekündigt, aber auch Schauspieler aus den Serien Battlestar Galactica, American Horror Story und Sons of Anarchy. Als Filmschauspieler waren Kelly Hu aus X-Men 2 und Corinne Cléry aus Moonraker angekündigt.
Stargäste der Comic Con Stuttgart 2017 waren unter anderem die Schauspieler John Barrowman aus Torchwood, Dirk Benedict und Herbert Jefferson Jr. aus Kampfstern Galactica, Demore Barnes und Ricky Whittle aus American Gods, Valene Kane aus Star Wars und Michael Biehn aus Terminator.
Bei der Comic Con Stuttgart 2018 waren unter anderem die folgenden Schauspieler zu Gast in Stuttgart: Nikolaj Coster-Waldau und Pilou Asbæk aus Game of Thrones, Robert Maschio aus Scrubs – Die Anfänger und Marina Sirtis aus Raumschiff Enterprise – Das nächste Jahrhundert.
Auf der Comic Con Stuttgart 2019 waren die Gäste unter anderem Jonathan Frakes und Brent Spiner aus Raumschiff Enterprise – Das nächste Jahrhundert, Karen Gillan aus Doctor Who, Iwan Rheon aus Game of Thrones und Pom Klementieff aus Guardians of the Galaxy Vol. 2 sowie Richard Dean Anderson aus MacGyver.
Auf der Comic Con Stuttgart 2021 waren die Gäste unter anderem Martin Semmelrogge, um sein neues Buch vorzustellen, Bonnie Wright, Evanna Lynch und Mark Williams aus Harry Potter sowie Jonathan Sagall aus Eis am Stiel. Außerdem war Radost Bokel sowie Amita Suman, Kit Young und Freddy Carter aus Shadow and Bone – Legenden der Grisha vertreten. 
Auf der Comic Con Stuttgart 2022 waren die Gäste unter anderem Mads Mikkelsen, Oded Fehr sowie Finn Jones aus Iron Fist, sowie Indira Varma und Vivien Lyra Blair aus Obi-Wan Kenobi, außerdem aus der Filmreihe Sharknado der Hauptdarsteller Ian Ziering.